# این عشق را چه نامی باید بنهم؟ … یک بار دیگر
این عشق را چه نامی باید بنهم؟ … یکبار دیگر (به هندی: Iss Pyaar Ko Kya Naam Doon?...Ek Baar Phir) سریال تلویزیونی هندی که از تاریخ ۲۶ اوت تا ۱۳ ژوئن ۲۰۱۵ از طریق استار پلاس بر روی آنتن رفت. این سریال ادامه این عشق را چه نامی باید بنهم؟ است با یک داستان جدید، هنرپیشگان و شخصیت‌های جدید. آویناش ساچف و شرنو پاریخ به ترتیب در نقش شلوک و آستا آگنیهوتی نقش آفرینی کردند.